# 角直徑距離
角直徑距離一般是天文學中使用的距離。天體的角直徑距離被定義為天體的真實大小 {\displaystyle x} 和它從地球觀察所見的角直徑 {\displaystyle \theta } 之比。

{\displaystyle d_{A}={\frac {x}{\theta }}}

角直徑距離的確定依賴於宇宙模型的選取。一個紅移為 {\displaystyle z} 的天體的角直徑距離用同移距離 {\displaystyle \chi } 表示為：

{\displaystyle d_{A}={\frac {r(\chi )}{1+z}}}

此處{\displaystyle r(\chi )} 為弗里德曼-羅伯遜-沃爾克坐標，其定義如下：

{\displaystyle r(\chi )={\begin{cases}\sin \left({\sqrt {-\Omega _{k}}}H_{0}\chi \right)/\left(H_{0}{\sqrt {|\Omega _{k}|}}\right)&\Omega _{k}<0\\\chi &\Omega _{k}=0\\\sinh \left({\sqrt {\Omega _{k}}}H_{0}\chi \right)/\left(H_{0}{\sqrt {|\Omega _{k}|}}\right)&\Omega _{k}>0\end{cases}}}

此處{\displaystyle \Omega _{k}} 是曲率密度，和{\displaystyle H_{0}} 是哈伯參數目前的值。
在目前被普遍推崇的ΛCDM模型中，一個天體的「角直徑距離」是對「真實距離」（即光線發出時刻的同移距離）很好的近似。請注意當紅移較大時，增加紅移會得到更小的角直徑距離。換言之，在一個天體「後面」的另一個相同大小的天體，如果紅移較大（約大於Z=1.5），會在天球上顯示更大的張角，而且會有「較小」的「角直徑距離」。

## 角大小與紅移的關係

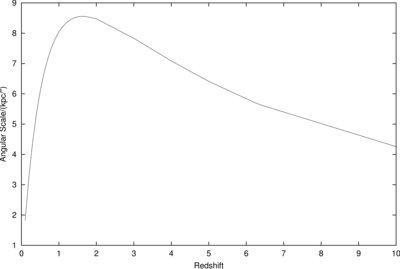
Lambda 宇宙論中角大小與紅移的關係，縱座標的刻度是千秒差距/弧秒。

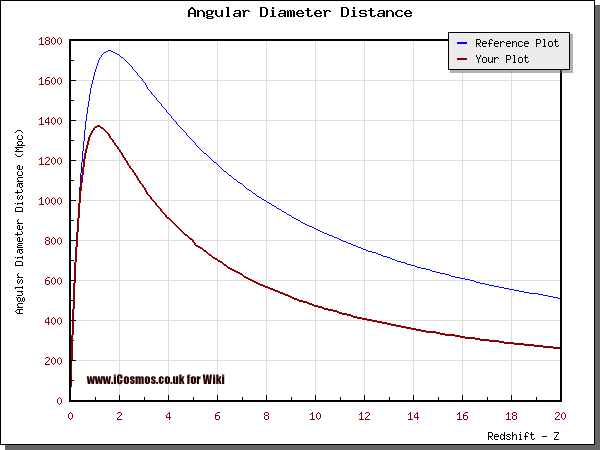
Lambda 宇宙論中角大小與紅移的關係，縱座標的刻度是百萬秒差距。

角大小與紅移的關係描述天體在地球上觀測到的角大小與其紅移（與距離 {\displaystyle d} 有關）的關係。根據歐幾里得幾何，這個關係可表達為：
{\displaystyle \tan \left(\theta \right)={\frac {x}{d}}}
其中 {\displaystyle \theta }是天體的角大小，{\displaystyle x} 是其真實大小，{\displaystyle d} 是天體到地球的距離。當 {\displaystyle \theta } 很小時，上式可以近似為：
{\displaystyle \theta \approx {\frac {x}{d}}}.
但是，在ΛCDM模型中，這個關係是複雜的。如上所述，此模型中，當天體的紅移增加至大於約1.5之後，隨著紅移的增加天體的角大小增大。
具體的角直徑距離 {\displaystyle d_{a}} 和紅移的關係如下：
{\displaystyle d_{a}={\cfrac {c}{H_{0}q_{0}^{2}}}{\cfrac {(zq_{0}+(q_{0}-1)({\sqrt {2q_{0}z+1}}-1))}{(1+z)^{2}}}}
其中 {\displaystyle q_{0}} 為減速因子，它描述宇宙减速膨胀的加速度；在最简化的模型中，{\displaystyle q_{0}<0.5} 代表宇宙將永遠膨脹，{\displaystyle q_{0}>0.5} 代表闭合宇宙（最終將停止膨脹并收縮），{\displaystyle q_{0}=0.5} 代表臨界的狀態－宇宙將正好可以膨脹至無窮遠而不會收縮。
馬蒂公式是 {\displaystyle \Omega _{\Lambda }=0} 情况下的角直徑距離与紅移的关系。